# Aphantopus sublanguescens
Aphantopus sublanguescens är en fjärilsart som beskrevs av Pionneau 1930. Aphantopus sublanguescens ingår i släktet Aphantopus och familjen praktfjärilar. Inga underarter finns listade i Catalogue of Life.